# Alfred-Duprat
Pour les articles homonymes, voir Duprat.
Cyprien Alfred-Duprat, né à Arcachon le 21 avril 1876 et mort à Bordeaux le 18 juillet 1933, est un architecte bordelais.

## Biographie
Il est formé par son père Bertrand Alfred-Duprat (1841-1905) également architecte bordelais. Celui-ci est issu d'une famille de cordonniers. Il est élève à l'école des Beaux-Arts de Bordeaux et devient professeur de dessin à partir de 1872. En 1882, il est nommé inspecteur des travaux de la Ville de Bordeaux, et se consacre, à partir de cette date, exclusivement à l'architecture. Il adopte pour style l'éclectisme, l'historicisme puis utilise, à partir de 1893, des éléments du style Art nouveau, quittant le style néo-rococo populaire jusque-là. Il construit plusieurs hôtels particuliers rue du Bocage (neuf maisons du 22 au 30), face au parc bordelais (1893). Son œuvre la plus remarquable est sa propre maison au numéro 22 de la rue du Bocage à Bordeaux où il meurt en 1905.
À Royan, il a réalisé la construction de la villa château Le chant des oiseaux, en 1887, ainsi que le casino Foncillon de style néo-baroque, qui a été détruit lors de bombardements en 1945.

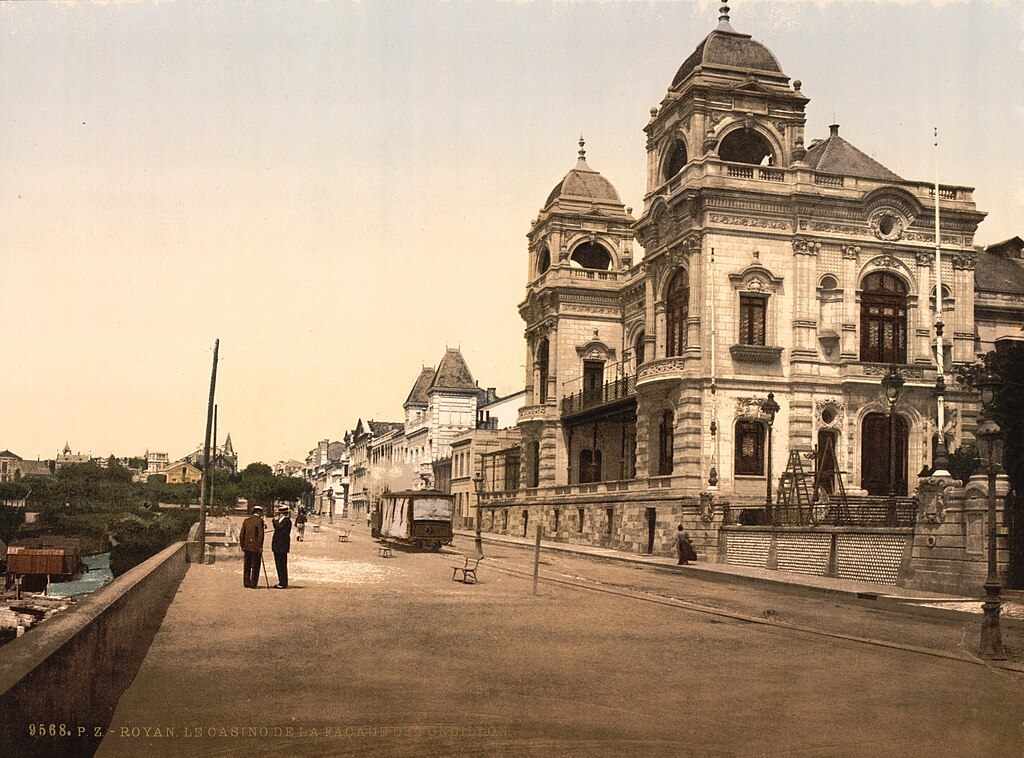
Photochrome de la façade du casino Foncillon à Royan.

Avec son fils, il travaille sur le projet de construction d'une Grande Voie à Bordeaux qui devait relier la place de la Comédie à la gare Saint-Jean, dans le contexte de l'implantation de la nouvelle gare Saint-Jean. Il l'a également assisté dans la construction de la Villa Jeanne, 41 avenue de la Libération au Bouscat, inscrite aux monuments historiques. Pour la construction de cette villa, Bertrand Duprat mélange les styles et les matériaux, en utilisant de la pierre de taille, des briques bicolores et des éléments en fer. Tandis que les sphinges surmontant le portail, cohabitent un bâtiment d'inspiration médiéval, et les décors rocailles de la cave.
Formé par son père, Cyprien Alfred-Duprat réalise notamment avec lui, durant une dizaine d'années, la construction du groupe scolaire Saint-Bruno (1895-1896), les hôtels particuliers de la rue du Bocage, un palais de l'exposition internationale de Bordeaux de 1895 ou encore le surprenant décor de grottes, rochers et rocailles du restaurant bordelais le Chapon Fin (1901).
Une des réalisations des plus originales, pour l'intégration d'un garage dès 1908 à un immeuble de style Art nouveau et inspirée de Guimard, est l'Hôtel Schwabe, situé 42, avenue Carnot, proche du parc bordelais.
Sa réalisation la plus connue est la maison cantonale de La Bastide.
Il a participé avec 70 autres architectes à la construction des boulevards bordelais au début du XXe siècle.

### Sa formation d'architecte et de dessinateur
En parallèle de la formation apportée par son père, Cyprien Alfred-Duprat se forme également au dessin et à la peinture. Élève à l’École des Beaux-Arts, il réalise plusieurs illustrations pour des magazines (le Tourny de 1897) ou pour des affiches de cirques, en parallèle de ces études d'architecte. Il réalise plusieurs aquarelles et peintures exposées au Salon des Amis des Arts en 1906, puis à la galerie Imberti, cours de l'Intendance.
Son goût pour le dessin et la peinture s'observe dans la centaine d’œuvres de l'artiste qui constitue aujourd’hui le fond Cyprien Alfred-Duprat des archives de Bordeaux Métropole, composé d'estampes, d'aquarelles, d'impressions, de vues de la ville, de plans de bâtiments ou de détails d'architecture.
Il est également illustrateur, pratiquant l'aquarelle et la gravure, influencé par Alphonse Mucha. Il expose régulièrement à  Paris au Salon national des beaux-arts, au Salon des artistes français et à Bordeaux au salon de l’Atelier.

## Bordeaux ..... un jour!
Bordeaux ..... un jour ! [sic] est un ouvrage publié par l'architecte bordelais Cyprien-Alfred-Duprat en 1929. Le projet offre une vision futuriste et parfois sujette à des controverses de l'aménagement urbanistique de la ville de Bordeaux. Dans son œuvre, l'architecte entremêle des propositions relevant de l'urbanistique, des critiques sociopolitiques tout en prouvant son attachement à la modernité et à la facilitation de la mobilité automobile.

### Contexte de l’ouvrage
Cyprien Alfred-Duprat, personnalité incontournable de l'architecture bordelaise de la Belle Époque (début XXe siècle), a multiplié la réalisation d'édifices publics et privés dans la région. En revanche, il est important de relever que c'est son manque d'unité stylistique et ses choix qui ont pu être parfois perçu comme clivants qui lui a valu de rudes critiques. À ce sujet Michel Suffran souligne en ce qui concerne le sujet de la carrière de Cyprien-Alfred Duprat :
« À quatre ou cinq reprises il a eu même en charge des édifices publics de gros calibre… Tout cela sans unité, sans ligne directrice. Il n'est qu'un simple exécutant, travaillant à façon pour le compte de bailleurs de fonds ignares mais fortunés ».
La publication de Bordeaux ..... un jour ! a été permise par le moyen d'une souscription réunissant environ deux cents souscripteurs. On y retrouve des associations comme l’Aéro-club du Sud-Ouest, la section bordelaise de l'association des anciens élèves de L’École des travaux publics de Paris, le salon L'Atelier, les Archives, la Bibliothèque, le syndicat d'initiative ou la Foire de Bordeaux, la Chambre de Commerce, mais également les pouvoirs locaux comme des collectivités locales dont le département de la Gironde, les villes de Bègles, Bordeaux, le Bouscat, Caudéran, Floirac, Mérignac et Talence ainsi que des personnalités politiques.
La presse locale tels des journaux comme La Dépêche ont pu participer à cette souscription tout comme certains de leurs propriétaires et de leurs rédacteurs en chef. La Société des Architectes de Bordeaux et du Sud Ouest apporte en toute logique sa pierre à l'édifice mais c'est le cas également d'architectes qui eux participent à la souscription à titre personnel. Parmi eux on peut relever les personnalités de Jacques d'Welles, Ruben Dacosta ainsi que Gustave Nieudan les deux derniers appartenant au microcosme du milieu des architectes bordelais avaient en conséquence par le passé pu collaborer avec Cyprien-Alfred Duprat.
Le milieu des libraires est aussi dûment représenté avec Adolphe Cisneros et Albert Mollat ainsi que le milieu de l'édition qui est personnifié par les éditeurs Jules Bière, Marcel Mounastre-Picamilh qui lui publie l'ouvrage ou Camille Jullian, qui lui rédige la préface du livre.
Des personnalités de la vie mondaine bordelaise comme Jacques Vieillard ont rejoint les souscripteurs. On relève également la présence du beau-frère et de la belle mère de Cyprien Franck Massart et Madame Gaston Massart. D'autres personnalités diverses ont participé à la souscription : Pierre-Georges Latécoère et Emile Dombret. Le milieu des écrivains est matérialisé par Claude Farrère et Maurice Martin. On constate également la présence des artistes Perico Ribera et Pierre Fort, du photographe Rémi Panajou. Le milieu entrepreneurial est incarné par la personnalité de Fernand Carraire négociant en bois indissociable de Cyprien-Alfred Duprat de par son association avec lui dans le projet de parking souterrain aux Quiconces et qui avait également soutenu la réalisation du Parc des sports un projet de l'architecte bordelais et également deux partenaires de la Société A.D.F.A, le docteur Bernard Mothe lui aussi déjà impliqué dans le projet du Parc des Sports et Thomas d'Ornellas.
Cette souscription s'inscrit dans une période où la métropole bordelaise cherche à apposer une nouvelle définition concernant son identité urbaine confrontée aux défis imposés par la modernité.

### Contenu de l’ouvrage
L'ouvrage de Duprat est constitué sous la forme d'une suite de propositions relevant de l'architecture et de l'urbanistique qui sont très souvent illustrées par des dessins de l'architecte et accompagnées de critiques multiples concernant les infrastructures préexistantes à Bordeaux.

#### Modernisation des infrastructures
Cyprien Alfred-Duprat envisage la construction de parkings souterrains notamment sur la place des Quinconces. Tout dans son plan d’urbanisme est en fait pensé pour la voiture. En ce qui concerne le parking souterrain de 800 places aux Quinconces, il se joint à un partenaire adéquat : Fernand Carraire, un négociant en bois qui élabore d’ailleurs probablement à l’aide de l’architecte bordelais des maisons en bois et qui le soutient dans son projet du Parc des sports. Duprat imagine également d’autres parkings souterrains situés dans l’enceinte de la ville mais imagine également des endroits pour stationner en périphérie de Bordeaux afin d’accéder aux transports en commun.

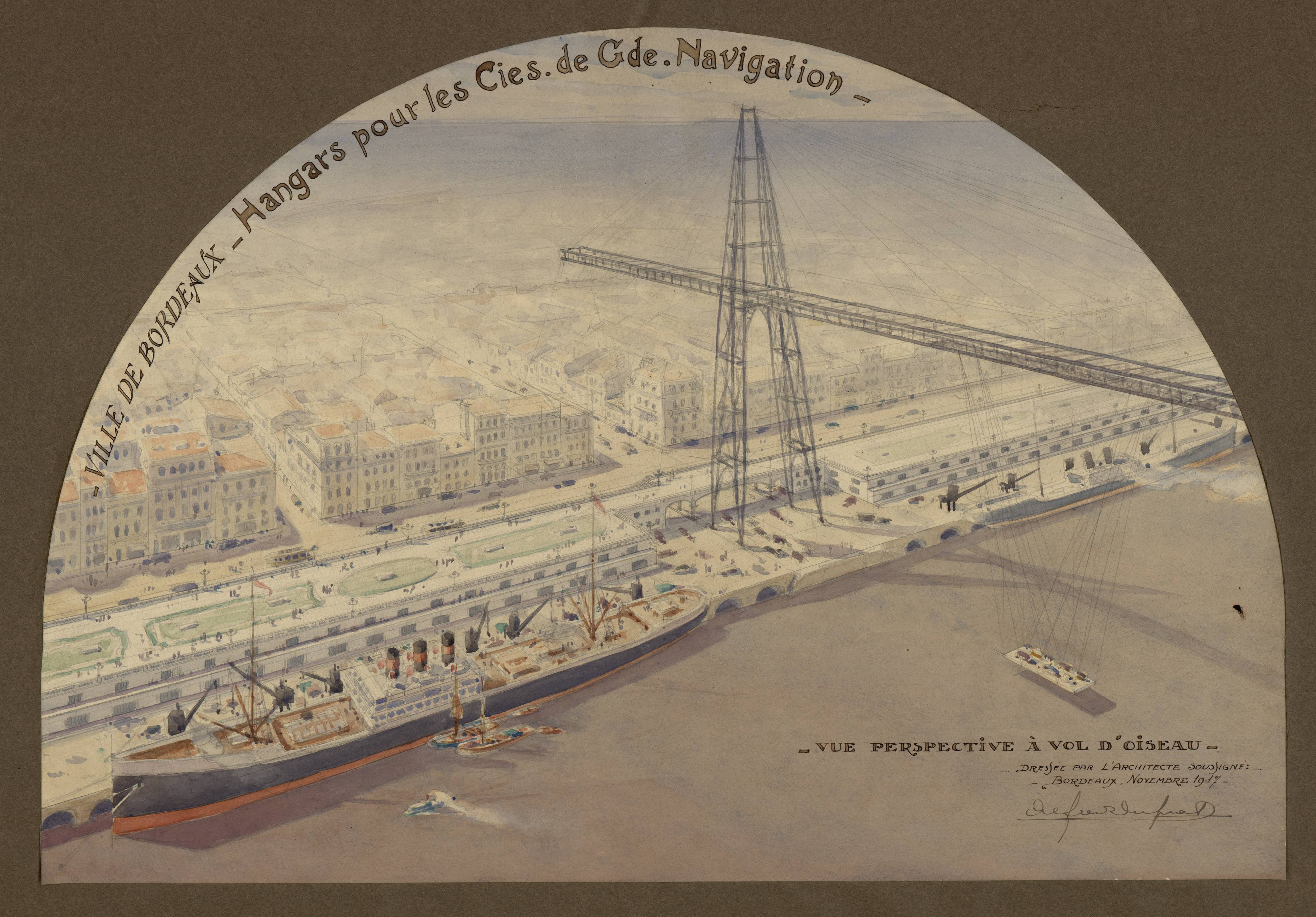
Hangars pour les compagnies de grande navigation. Vue perspective à vol d'oiseau, projet© Archives de Bordeaux Métropole, Cyprien Alfred- Duprat 26 Fi 68 – Cyprien Alfred- Duprat, 1917

La vitesse constituant un des topos récurrent dans la pensée de Duprat, il désire réguler le trafic automobile en perçant de grandes artères dans la Ville de manière à former des voies larges et des angles de rue qui soient parfaitement adaptés afin de favoriser la fluidité de la circulation des voitures. En fait, il cherche à empêcher les voitures de devoir ralentir et pour ce faire il recommande des « angles largement abattus afin d’améliorer la visibilité ». Cette organisation de la circulation répond finalement à son grand principe directeur de sa théorie, c’est le fameux « Grand rond » qui lui permet de former des voies de circulations assez larges au prix de devoir effacer totalement la Porte de Bourgogne et de devoir déplacer la Porte Dijeaux. Il fait tout de même preuve de contradictions en critiquant le tramway alors tiré par des animaux qui bloquait la circulation en lui préférant les autobus mais c’est lui-même qui avait imaginé des candélabres en 1922 afin d’en ponctuer les rames en attendant qu’ils disparaissent. C’est probablement lui qui aurait aussi imaginé le projet du tramway à vapeur reliant Bordeaux au Ferret en 1903.

Cyprien Alfred-Duprat envisage également des aménagements des environs du Grand-Théâtre. Il voulait créer une galerie accolée sur le côté et construire des trottoirs en hauteur.

#### Aménagement du front de Garonne
L’architecte bordelais s’oppose fermement aux hangars docks qui ont été construits à partir de 1925 qu’il juge inesthétiques et qui selon lui empêchent les habitants de profiter de la Garonne. Il avait en fait à l’époque avant la construction des hangars-docks imaginé un projet avec des bâtiments établis en béton avec des courbes du côté de la rue et qui auraient été surmontés d’une toiture qui faisait également office de terrasse et aménagée en jardins afin de fournir un endroit pour se promener et pour profiter du fleuve. Le projet avait été décliné. Dans son ouvrage, il propose donc un plan datant de 1923 complètement différent, qui redessine les façades des hangars docks. Les coupes A et B de ses dessins abordent des profils plats et les façades sont constituées de pierre de taille ou du moins en donnent l’impression avec des arcades aux arrondis typiques de l’architecture classique ce qui est un renvoi aux immeubles XVIIIe siècle des quais de la place de la Bourse. Il s’agit du même homme qui haïssait les portes en fer forgé des hangars docks qu’il qualifiait de « faux simili pseudo Louis XV ». Cyprien Alfred-Duprat était très virulent concernant les reproductions d’immeubles mais ces dessins pourraient constituer en fait une façon de rassurer les administrateurs du port de Bordeaux afin de décrocher un marché. 

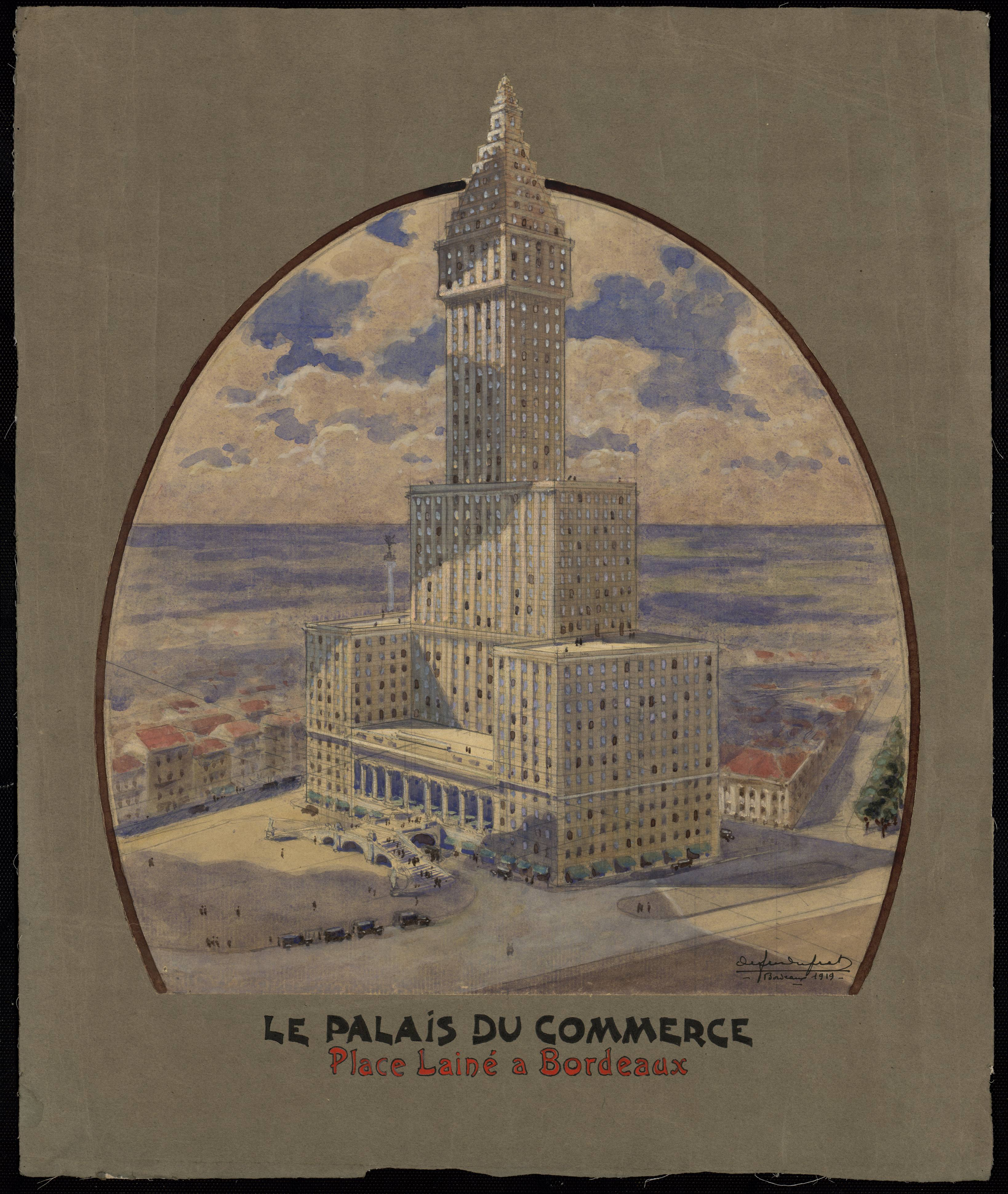
Palais du Commerce, place Lainé, à Bordeaux© Archives de Bordeaux Métropole, Cyprien Alfred- Duprat 26 Fi 70 – Cyprien Alfred- Duprat, 1919. [https://archives.bordeaux-metropole.fr/ark:/75241/vtae8556c5b40384c57/dao/0/1

#### Construction d’un gratte-ciel commercial
Cyprien Alfred-Duprat imagine également un projet de réaménagement de la place des Quiconces en y implantant un Palais du commerce qui prendrait la forme d’un gratte-ciel comme ceux que l’on pouvait voir à New-York. Ce gratte-ciel a été pensé et dessiné en 1919. Cependant, un tel projet n’aurait pas pu être appliqué à l’urbanisme bordelais et rompait avec l’harmonie des autres projets d’aménagements que Cyprien offre. Il s’agirait en fait ici d’une blague adressée à la Bourse Maritime construite entre 1921 et 1925 qu’il considérait comme étant une contrefaçon de la Bourse de Gabriel. Le bâtiment qu’il envisage alors aurait alors une quarantaine d’étages.

#### Requalification des quartiers populaires

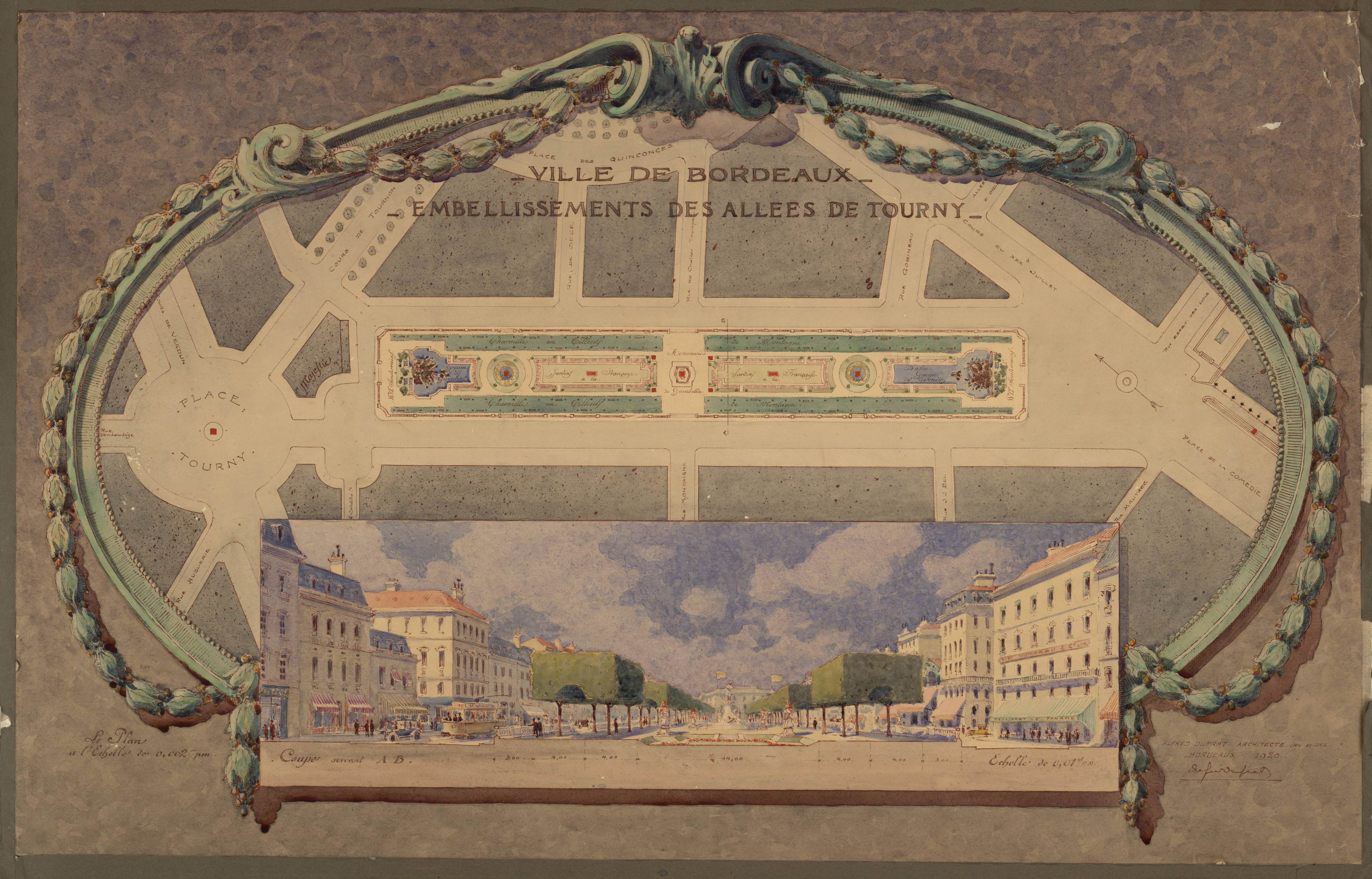
Embellissements des allées de Tourny. Plan et élévation© Archives de Bordeaux Métropole, Cyprien Alfred- Duprat 26 Fi 80 – Cyprien Alfred- Duprat, 1920 [https://archives.bordeaux-metropole.fr/ark:/75241/vta643bc9892573629a/dao/0/1

Dans la théorie de la modernité que Duprat prône, l’hygiène en constitue un pilier fondamental. Il milite en faveur du tout-à-l’égout, des toilettes publiques en bon état et une ville verte. Il planifie l’assainissement des quartiers de Mériadeck et de Bordeaux-Lac.
Les projets de Duprat sont le reflet d'une nouvelle conception de la ville et de l’aménagement urbain au début du XXème siècle, avec une place de plus en plus importante accordée à la végétalisation mais aussi avec l’aménagement des trottoirs et des ponts. La ville est pensée comme un espace de vie, et plus seulement comme un ensemble de lieux de résidence.

#### Promotion de la mobilité aérienne
Afin de faire entrer pleinement son projet dans la modernité, il y intègre aussi les progrès de l’aviation en imaginant une signalétique qui serait inscrite sur les toitures des cliniques de l’Hôpital Saint-André et sur les silos de la Grande huilerie bordelaise, des Dames de France et de Motobloc par le moyen de lettres rouges sur un fond blanc de 40m de hauteur. A ce titre, il expérimente avec ses amis sur des bâtiments qui leur appartiennent.

### Réception et postérité
Bordeaux ..... un jour ! est un projet controversé qui a pu susciter des critiques mitigées qui oscillent entre l’admiration pour l’audace visionnaire de l’architecte car certains de ses projets verront le jour durant les époques postérieures et le scepticisme confronté à son inatteignabilité.
Ainsi, certains des projets proposés comme la nécessité d’un accès facilité à la Garonne où l’assainissement des quartiers de Mériadeck et du Lac constituent des anticipations des réalisations urbaines qui seront plus tardives. Par exemple, la traversée de la Garonne à l’époque de Duprat ne se faisait qu’avec un seul pont et déjà l’architecte bordelais en soulignait la fragilité. La plupart des arguments qu’il fournit sont solides et amplement réalisables mais les édiles de Bordeaux ne prendront pas en compte ses considérations du moins avant que l’urgence de la situation les contraigne. Il faudra donc 100 ans avant que ce qu’il avait envisagé ne puisse être réalisé.
D'autres idées comme celles des trottoirs en hauteur ou le fameux gratte-ciel de la place des Quinconces ne seront jamais appliquées car jugées inadaptées à la physionomie de Bordeaux et à son esthétique.

## Réalisations

### Architecture civile

#### Bâtiment publics
- Maison Cantonale de La Bastide de Bordeaux (1930) ; commande municipale exceptionnelle en raison de son importance et de son intégration dans le paysage urbain bordelais.

#### Bâtiments industriels
- Extension des usines Motobloc de Bordeaux (1907-1917) ; création d'une usine d'automobiles novatrice en collaboration avec Gustave Nieudan.

#### Maisons et Villas
- n° 88, rue Marcelin-Jourdan (1893) ; petite maison ornée d'un bandeau et de linteaux en briques émaillées bleu turquoise ; style Art nouveau[11] ;
- n° 20, rue des Deux-Ormeaux ; petite maison dont la façade en moellon est percée par un bow-window en pierre reposant sur un culot et portant une terrasse ; style Art nouveau ;
- n° 55, rue de Caudéran ; maison avec un fronton en angle de rue ; style néo-Louis XVI.
- La Villa Jeanne, 41 avenue de la Libération dans Le Bouscat (1898).

#### Hôtels
- Hôtel Schwabe, 42 avenue Carnot à Bordeaux (1908).

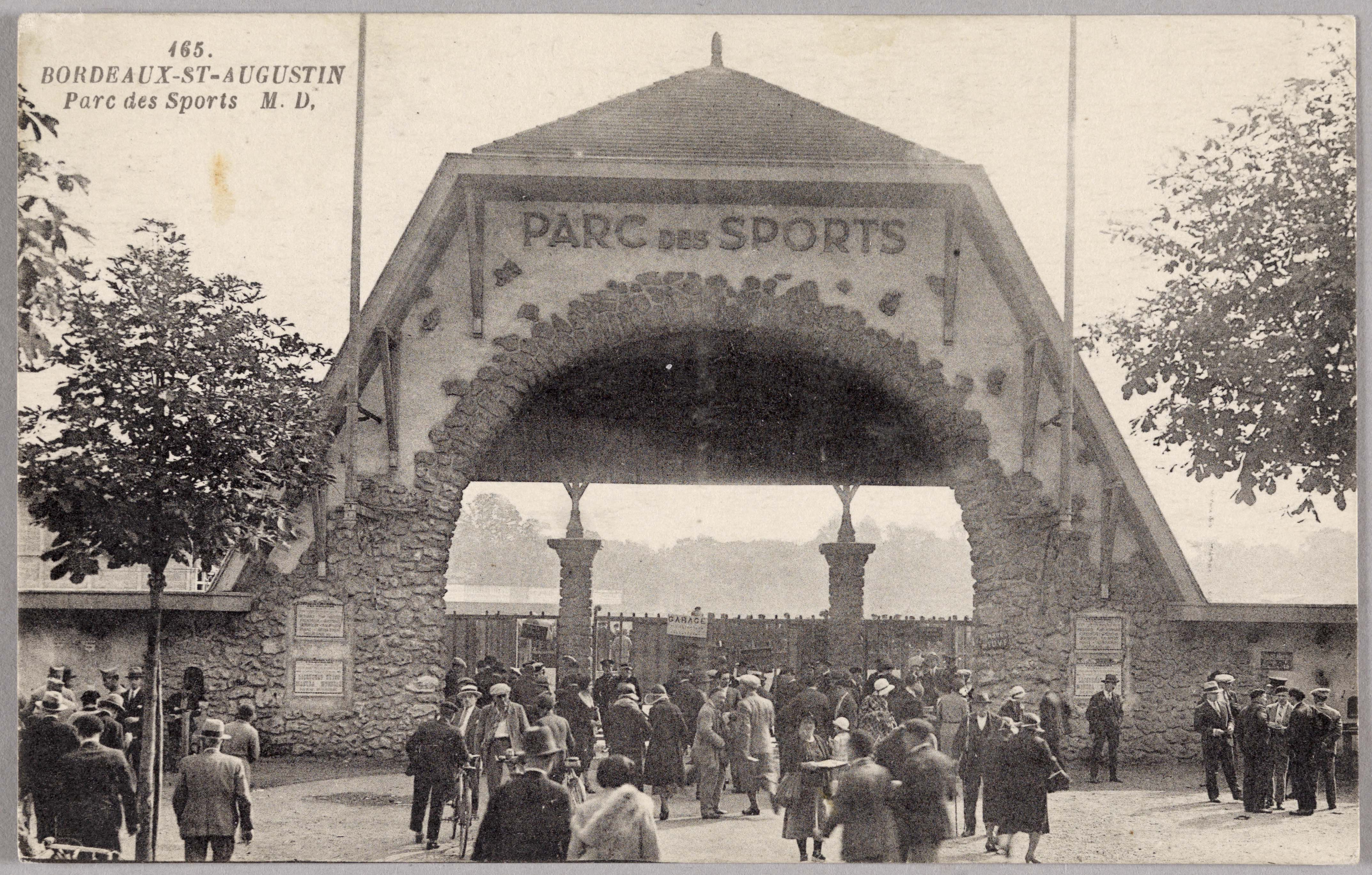
Vue de l'entrée primitive du Parc des sports réalisée par Cyprien Alfred- Duprat© Archives de Bordeaux Métropole, Bordeaux 16 Fi 341 – M. D., 1920

#### Équipements Culturels et Sportifs
- Casino des Quinconces (1920) ; construit en bois démontable avec une structure sophistiquée pour accueillir un large public.
- Parc des sports de Lescure (projet des années 1920) ; un complexe sportif polyvalent, moderniste, avec des tribunes en béton armé, des terrains de sport, une piscine et un cinéma.

#### Monuments et Stèles
- Stèle pour Henri François Béconnais (1906) ; en l'honneur du coureur cycliste et motocycliste, à Labouheyre.
- Arc de triomphe temporaire à Bordeaux (1918) ; la porte des Salinières a été transformée en arc de triomphe temporaire à Bordeaux (1918) pour commémorer la fin de la Première Guerre mondiale.

#### Bâtiments Temporaires et Préfabriqués
- Maison démontable (1916) ; préfabriquée, facile à monter, démonter ou fixer de manière permanente.
- Pavillon de l’Afrique Occidentale Française (1923) ; construit en bois exotique pour la foire de Bordeaux de manière temporaire.

#### Constructions au Pays Basque
- Villa Etche Uria, Saint-Jean-de-Luz (1917)
- Petit Vatel, Biarritz ; un restaurant-café dont la forme rappelle celle d'un paquebot.
- Villa Claude Farrère, Saint-Jean-de-Luz ; résidence de l'écrivain Claude Farrère

#### Aéroports
- Aéroport de Bordeaux-Mérignac ; création de l'emplacement pour la Chambre de Commerce (1937) ; détruit pendant la Seconde Guerre mondiale.

## Hommage
En 2014, une exposition intitulée Les desseins de Cyprien Alfred-Duprat. Quand la bande-dessinée rencontre l'urbanisme bordelais. est organisée par l'association universitaire Archimuse, en partenariat avec les Archives de Bordeaux Métropole et le collectif de dessinateurs 9-33.